# 飛行禁止空域
飛行禁止空域（ひこうきんしくういき、英: no-fly zoneあるいはno-flight zone）とは、上空を航空機が飛行してはならないと定められた空域。NFZなどとも表記する。

## 概説
「飛行禁止空域」では、原則として一切の飛行が禁止されている。比較される概念は「飛行制限空域」でこちらは条件付きで飛行可能な場合がある。
このような空域は、通常は軍事的文脈で出現する。
いくつかの意図で設定される。

### 戦争状態
ひとつは航空機で攻撃される可能性を普段から抑えておき、敵機を浮き彫りにするためである。アメリカの首都ワシントンDCにはテロ攻撃防止のために「防空識別圏」という名称で設定されている。アメリカでは9.11の連続テロ攻撃のあとに設定された。
戦争状態に入った国では、敵機を敵機だと明確化させるために設定することがある。この空域設定を知っている自国の航空機はこの空域を飛んでいるはずがないので、もしこの空域をわざわざ飛んでいる航空機があれば大抵は敵の航空機であり、対空兵器などを用いて撃墜などの措置がとりやすいからである。この空域を設定し自国の航空機のパイロットにだけ周知徹底しておけば自国の航空機はこの空域を避けて飛んでくれ、敵機だけが浮き彫りになるのである。
もともと軍用航空機のほうは飛行する空域に民間の旅客機が入り誤って撃墜される事態を防ぐ目的で定められることもある。

### 災害対応
日本においては、災害時に設定される緊急用務空域がある。
アメリカにおいては、2024・2025年のカリフォルニア州での山火事では、数十台の民間ドローンが自由に飛び回り、消火用の飛行機に衝突して乗務員の命を脅かし地上待機状態にしたり、難燃剤などを投下するルートを妨害して消火活動を妨害した。これに対して、飛行禁止空域の拡大や罰則（消火用飛行機への妨害活動は、飛行制限禁止の罰則以外に連邦法違反ともなる）や告知が行われている。
火山灰と航空安全では、灰がコックピットの窓を傷つけて視界を損なうだけでなく、機体やエンジンに深刻なダメージを与えるため、世界中の火山と火山灰は航空路火山灰情報センターが監視して世界中に情報が提供されている。各国の航空当局は、国際民間航空機関が提供しているガイドライン『Flight Safety and Volcanic Ash』に応じて、飛行制限などの対応を行うことなっている。

## 行政また民生上の飛行禁止区域
非軍事的な文脈における航空行政上の飛行禁止空域は、各国の国内法令等により多種多様に設定される。

### アメリカ

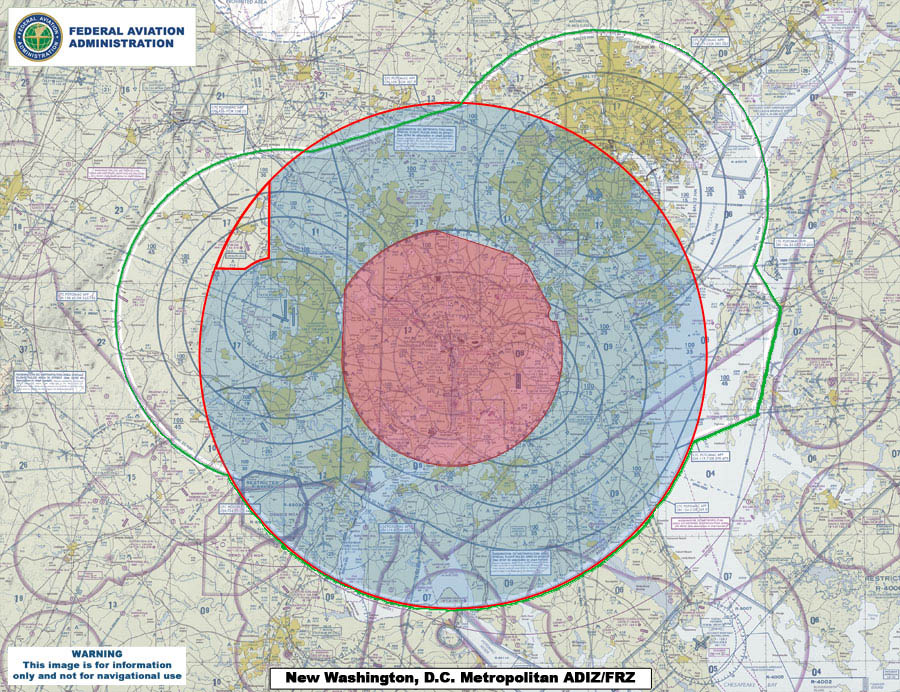
ワシントンD.C.の防空識別圏

ハイジャックした旅客機を目標に激突させる手法が用いられた911テロの後、米国のメリーランド州ボルチモアとワシントンD.C.に跨る首都地域は、領空内の飛行許可を得ている民間航空機等の侵入をも許可しない防空識別圏「Washington, DC Metropolitan Area Special Flight Rules Area」を設けている。

### 日本
航空法第80条および航空法施行規則第173条に規定する、飛行禁止区域あるいは飛行制限区域を設定して行われる。飛行禁止区域等は、予め国土交通省告示によって行われる場合と（官報等に掲載、各航空機関において共有）、急を要するためNOTAMにより公告される場合とがある。
また飛行禁止区域等とは別に、制限表面に係る規制や、民間訓練試験空域（航空法第95条の3）、自衛隊・在日米軍の陸上または洋上の射爆撃場に係る制限空域または試験航空空域、米軍制限空域（横田空域など）がある。
無人航空機はドローン等規制法により飛行が禁止されている区域が存在する。